# 小疣瘤蟹
小疣瘤蟹（学名：Phymodius granulosus）为扇蟹科瘤蟹属的动物。分布于印度尼西亚、印度以及中国大陆的西沙群岛等地，生活环境为海水，一般生活于珊瑚礁丛中。